# サクラサクラ
『サクラサクラ』は、もりしげによる日本の漫画作品。『別冊少年チャンピオン』（秋田書店）にて、2012年7月号から2015年10月号まで連載。
「超少子化時代のSFラブコメ」をコンセプトにしている。作中において、直接的な官能的描写が多いのも特徴。

## ストーリー
15年前、日本の人口は少子化極限に達し、その年の出生者は「最後の世代」と呼ばれた。
その「最後の世代」に生まれた花坂春は幼い頃から大人たちに囲まれ、個人授業や通信学習で教育を受けたため、学校生活というものを経験したことが無かった。やがて15歳となった時、彼は親元を離れ、憧れであった学校へ通うことが許可されるが、学校には姫城桜子という1人の少女しかいなかった。姫城はちょっと癖のある少女ではあったが、花坂と意気投合する。その後、花坂は姫城と同じアパートであることが分かり、部屋も隣同士であったため、共に一夜を過ごし、これからの学園生活や自分たちの将来について語るのであった。
翌朝、教室に入ると、机が1つ増えており、担任は新たな新入生、敷島桜花という少女を紹介する。彼女は変わった感じの子であったが、花坂の積極的な態度により、3人は同級生として、仲良くなるのであった。そして、彼女もまた、花坂、姫城と同じアパートであったため、3人で共同生活をすることとなる。戸惑いつつも、夢のような毎日に満足する花坂であったが、ある時、彼は国家の「最後の世代」に対する機密を知ることとなってしまう。

## 世界観・用語解説
日本（にほん）
日本の人口が少子化極限に達した15年前、多くの富裕層は海外に逃げ、国土は移民に占拠され、国外資本に食い荒らされた。その後、宮城は京都に移転し、東京は実質租界状態になってしまい、日本語も通じない。

## 登場人物

### 最後の世代
花坂 春（はなさか はる）
本作の主人公。幼い頃から学園生活と同級生に憧れていた。姫城桜子からは「純真無垢」と評されている。
姫城 桜子（ひめしろ さくらこ）
花坂の同級生。かなりの毒舌であり、教師に対しても反抗的な態度をとる。
敷島 桜花（しきしま おうか）
花坂の同級生。感情が無いように見えたが、人付き合いが苦手で寂しがり屋。
セリシール・ハナミズキ・コレット

### 大人たち
唯野（ただの）
3人を受け持つこととなったクラスの担任。面倒見は良いが羽目を外すことが多い。流暢な日本語を話すが実は外国人で、本名は「ピエール」。
橘 菊花（たちばな きくか）
体育の教師。かなりの世話好きかつ出しゃばり。小柄で童顔であることにコンプレックスを持っており、すぐ自虐に走る傾向にある。

## 単行本
- もりしげ 『サクラサクラ』 秋田書店〈少年チャンピオン・コミックス〉、全8巻
  1. 2013年2月8日発売、ISBN 978-4-253-21984-6
  2. 2013年6月7日発売、ISBN 978-4-253-21985-3
  3. 2013年11月8日発売、ISBN 978-4-253-21986-0
  4. 2014年4月8日発売、ISBN 978-4-253-21987-7
  5. 2014年9月8日発売、ISBN 978-4-253-21988-4
  6. 2015年2月6日発売、ISBN 978-4-253-21989-1
  7. 2015年7月8日発売、ISBN 978-4-253-21990-7
  8. 2015年11月6日発売、ISBN 978-4-253-21991-4